# 栃木市立南小学校
栃木市立南小学校（とちぎしりつ みなみしょうがっこう）は、栃木県栃木市沼和田町にある公立小学校。

## 沿革
- 1977年（昭和52年）
  - 4月1日 - 栃木市立栃木第一小学校学区と栃木第四小学校学区の一部を分離し、栃木市立南小学校として開校。
  - 7月 - 水泳用プール完成。
  - 12月 - 校歌制定。
- 1978年（昭和53年）3月 - 校舎完成。
- 1979年（昭和54年）2月 - 屋内運動場完成。
- 1982年（昭和57年）2月 - 校旗樹立式挙行。
- 1984年（昭和59年）2月 - 図書室・集会室・第2音楽室完成。
- 1985年（昭和60年）6月 - 樹木園完成。
- 1986年（昭和61年）12月 - 創立10周年記念式典挙行。
- 1992年（平成4年）1月 - 「自立の日」記念碑完成。
- 1996年（平成8年）11月 - 創立20周年記念式典挙行。
- 2000年（平成12年）4月 - 沼和田保育園分校開園。
- 2005年（平成17年）9月 - 放課後児童教室が移転開設。
- 2006年（平成18年）
  - 4月 - 給食事業民間委託。
  - 11月 - 創立30周年記念式典挙行。
- 2011年（平成23年）
  - 1月 - 校舎耐震工事終了。
  - 2月 - 体育館耐震工事終了。
- 2012年（平成24年）
  - 3月 - プール改修工事完了。
  - 7月 - 給食室閉鎖。
- 2015年（平成27年）8月 - 普通教室と特別教室の空調工事完了。
- 2016年（平成28年）12月 - 創立40周年記念演劇鑑賞会開催。
- 2017年（平成29年）9月 - トイレの洋式・ドライ化工事完了。

## 通学区域
栃木地区の南部に相当する地区が南小学校の学区となっている。
- 栃木市
  - 沼和田町[1]
  - 城内町2丁目の一部

## 周辺
- 学校法人石川学園 認定こども園アルス南幼稚園 - 栃木市道をはさんで、敷地が隣接。また、進級前幼稚園のひとつ。
- 放課後等デイユースサービスウィズ・ユー栃木沼和田 - 栃木市道をはさんで、敷地が隣接。
- 廣泉寺
- 八坂神社
- 巴波川
  - 弁天橋
- 栃木沼和田郵便局
- 栃木労働基準監督署

## アクセス
- 栃木市コミュニティバス大平線「白沢電気前」停留所から、徒歩約910m・約14分。
- JR東日本両毛線・東武鉄道日光線栃木駅から、徒歩約1.4km・約21分。